# Хук (рестлер)
Тайлер Коул Сенерчиа (англ. Tyler Cole Senerchia, род. 4 мая 1999, Массапекуа, Нью-Йорк)— американский рестлер. Он выступает в All Elite Wrestling (AEW) под именем Хук (англ. Hook),

## Ранняя жизнь
Сенерчиа играл в лякросс в средней школе Плейнедж, где получил звание лучшего игрока штата и занял 74-е место в стране по версии Inside Lacrosse. В 2018 году Сенерчиа выступал за мужскую команду Bucknell Bison по лякроссу в качестве полузащитника с длинной клюшкой.

## Карьера в рестлинге

### All Elite Wrestling (2020—н.в.)
16 декабря 2020 года, в эпизоде AEW Dynamite, Сенерчиа, выступавший под именем Хук, впервые появился в All Elite Wrestling, объединившись с командой Тэза (Тэз, Брайан Кейдж, Рикки Старкс и Пауэрхаус Хоббс). 8 декабря 2021 года Хук дебютировал на ринге против Фуэго Дель Сола в эпизоде AEW Rampage, который вышел в эфир двумя днями позже. Хук выиграл матч приемом «полу-нельсон» под названием Redrum (такой же, как и финишный прием его отца, Tazmission). Вскоре после выхода матча в эфир Тони Хан объявил, что Хук подписал контракт с компанией. Дебют Хука, который до матча стал интернет-мемом, вызвал одобрение критиков, некоторые из которых отметили его нетипичное для новичка выступление.
27 июля 2022 года на шоу Fight for the Fallen Хук победил Рикки Старкса в борьбе за титул чемпиона FTW — титул, учрежденный его отцом в Extreme Championship Wrestling (ECW) и вновь введенный в AEW.

## Личная жизнь
Сенерчиа — сын рестлера Питера Сенерчиа, известного на профессиональном уровне как Тэз.

## Титулы и достижения
- All Elite Wrestling
  - Чемпион FTW (1 раз)
- Pro Wrestling Illustrated
  - Новичок года (2022)